# Luc Harvey
 (juillet 2012).
Si vous disposez d'ouvrages ou d'articles de référence ou si vous connaissez des sites web de qualité traitant du thème abordé ici, merci de compléter l'article en donnant les références utiles à sa vérifiabilité et en les liant à la section « Notes et références ».
Pour les articles homonymes, voir Harvey.
Luc Harvey, B.A. (4 avril 1964 à Chicoutimi) est un homme d'affaires et un homme politique québécois. Lors des élections fédérales de 2006, il a été élu député conservateur de la circonscription de Louis-Hébert dans la Ville de Québec. Il a été défait à l'élection de 2008. Il a été le chef du Parti conservateur du Québec.

## Biographie

### Vie privée
Luc Harvey est bachelier ès arts de l’Université Laval et a étudié à l'Université de Guelph (Ontario) en littérature anglaise. Lors de ses études à Laval, il s’est illustré en tant que cofondateur du journal étudiant Impact Campus et du service de transport en commun 'Épicerie Campus', également organisateur de nombreux voyages aux USA et au Canada, Luc Harvey a également été impliqué dans l'association étudiante CADEUL et dans la publication de l'agenda étudiant. Il a également été récipiendaire du MRST et de son programme de support à l’innovation pour avoir développé un système de sécurité informatique pour les transactions électroniques et la reconnaissance des individus.[citation nécessaire]
Luc Harvey est marié et père de six enfants. Entraîneur au soccer, il devient président de l'association de Val-Bélair et membre de l'exécutif de l'association régionale de soccer de Québec. Il est de plus actif dans le dossier du stade intérieur de soccer à Québec. « Lorsque j'ai décidé de m'impliquer en politique, la grande région de Québec n'avait aucune installation pouvant recevoir un match de soccer, aujourd'hui la ville en compte. »

### Carrière dans les affaires
En 2009, il a créé Champon Canada, compagnie ayant son siège à Québec et dissoute en 2012. En 2014, il crée Acme Canada, compagnie d'importation et d'exportation de diamants dissoute en août 2019.

### Carrière politique
Lorsqu'il était député, il a été impliqué dans le dossier de l'Agora (salle de spectacle extérieure), le centre de tri postal de Québec, l'édifice fédéral d'Estimauville, le Super PEPS, l'INO, les centres de recherche de l'Université Laval.[réf. nécessaire]
En tant que chef du Parti conservateur du Québec, fondé en 2009, il annonce en vue des élections générales québécoises de 2012 son programme, comprenant la suppression des garderies subventionnées et la création d'une allocation de 100 $ par semaine par enfant visant à les remplacer, ainsi que la restriction des aides pour les personnes au chômage : « nous préparons quelque chose pour les 140 000 assistés sociaux aptes au travail. Nous proposerons qu'ils n'aient droit à l'aide sociale que durant cinq ans de leur vie. Il n'y en aura plus qui en feront un projet de vie et qui recevront de l'argent à rester chez eux à fumer devant la TV! »